# 卡布勒雷
卡布勒雷（法語：Cabrerets，法語發音：[kabʁəʁɛ]）是法国洛特省的一个市镇，属于卡奥尔区。

## 地理
卡布勒雷（44°30'22"N, 1°39'17"E）面积43.38 平方千米，位于法国奧克西塔尼大區洛特省，该省份为法国西南部内陆省份，北起顺时针与科雷兹省、康塔爾省、阿韦龙省、塔恩-加龙省、洛特-加龍省和多尔多涅省接壤。
与卡布勒雷接壤的市镇（或旧市镇、城区）包括：布济耶斯、克拉、洛泽斯、朗蒂亚克迪科斯、奥尔尼亚克、萨巴代勒洛泽斯、塞莱河畔索利亚克、图尔德福尔、贝勒丰-拉罗兹、圣热里韦尔。

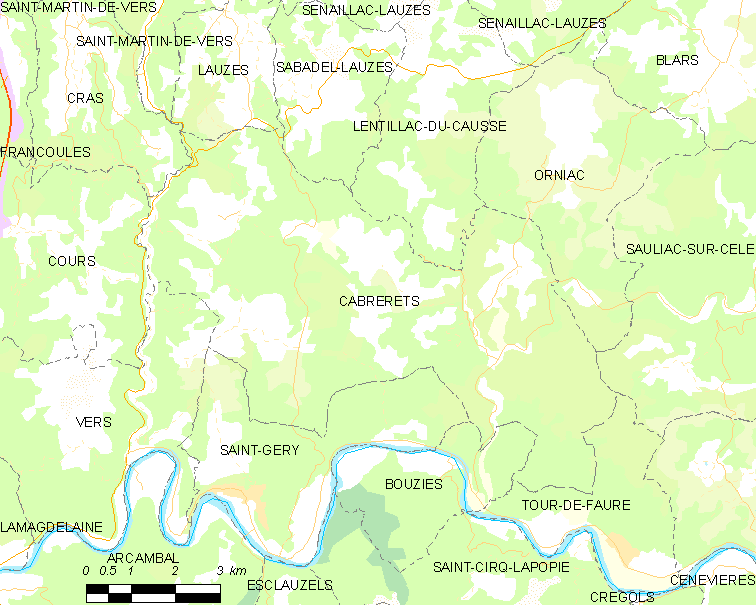
卡布勒雷的OSM定位图

卡布勒雷的时区为UTC+01:00、UTC+02:00（夏令时）。

## 行政
卡布勒雷的邮政编码为46330，INSEE市镇编码为46040。

## 政治
卡布勒雷所属的省级选区为科斯与谷地县。

## 人口

1962-2008年间卡布勒雷人口变化图示

卡布勒雷于2022年1月1日时的人口数量为222人。